# Ghom (Fluss)
Der Ghom, anders transkribiert Qom, ist ein Fluss in Iran, der durch die gleichnamige Stadt Ghom fließt. Er wird durch Wasser aus dem Zagrosgebirge gespeist und fließt in den Salzsee Namak.
Zusammen mit dem Qareh erreicht er eine Länge von etwa 400 Kilometern. Der Wasserdurchfluss schwankt zwischen vier und 312 Kubikmetern pro Sekunde, auch beeinflusst durch Wasserentnahmen zur Bewässerung. Dennoch ist er einer der wenigen Flüsse in Iran, die permanent Wasser führen.